# I Saw My Reflection and I Didn't Recognize Myself
I Saw My Reflection and I Didn't Recognize Myself är David & the Citizens sista EP, utgiven 2007. Skivan släpptes av bandet självt och fanns endast tillgänglig som mp3.

## Låtlista
Alla låtar är skrivna av David Fridlund.
1. "With Every New Day"
2. "Line"
3. "Tonight the Walls Are Closing in on You"
4. "Anything"

### Fotnoter
1. ↑  ”David & the Citizens”. David Fridlund. Arkiverad från originalet den 25 maj 2012. https://archive.is/20120525181807/http://www.davidfridlund.com/2011/03/22/i-saw-my-reflection-and-i-didnt-recognize-myself/. Läst 12 januari 2012.